# Важа Лордкіпанідзе
Лордкіпанідзе Важа Георгійович (груз. ვაჟა ლორთქიფანიძე; нар. 29 листопада 1949, Тбілісі, Грузинська РСР, СРСР) — грузинський політичний і державний діяч, колишній державний міністр Грузії та посол Грузії в Росії, депутат грузинського Парламенту.

## Життєпис
Народився 29 листопада 1949 у Тбілісі, Грузинська РСР. 1973 року закінчив математичний факультет Тбіліського державного університету.
У 1983–1986 роках був другим, а потім першим секретарем ЦК комсомолу Грузії під час перебування Едуарда Шеварднадзе на посту Першого секретаря ЦК КП Грузинської РСР. З 1986 до 1988 року обіймав посаду першого секретаря Мтацміндського райкому партії.
Після проголошення незалежності Грузії Лордкіпанідзе залишив роботу в уряді й отримав посаду у Тбіліському науково-дослідному інституті. Проте після повернення до політичного життя Едуарда Шеварднадзе (січень 1992) повернувся до політики й Лордкіпанідзе, ставши секретарем Адміністрації президента, цю посаду він займав до 17 січня 1995 року. З 1995 до 1998 року був послом Грузії в Росії. Додатково до його обов'язків входили перемовини з російською стороною щодо Абхазії. Мав гарні стосунки з московськими урядовцями, проте на батьківщині його вважали про-російським політиком.
У серпні 1998 року був призначений на пост державного міністра Грузії. У листопаді 2002 року його було обрано лідером Християнсько-демократичного союзу.
Будучи близьким до Едуарда Шеварднадзе, очолював виборчу кампанію про-президентського блоку Союз за Нову Грузію під час виборів 2004 року.
Має вчене звання доктора економічних наук, є професором Тбіліського державного університету.
1983 року одружився з Іриною Хомерікі, мають двох дітей:
- Ніно (1984) та
- Ана (1993).